# Paul Kronk
Paul Kronk (* 22. September 1954 in Toowoomba) ist ein ehemaliger australischer Tennisspieler.

## Karriere
Der Rechtshänder erreichte am 6. Oktober 1980 seine höchste ATP-Einzelwertung, als er die Nummer 66 der Welt war. Im Doppel erreichte er seine höchste Platzierung am 4. Januar 1982, als er im Ranking auf Platz 35 lag.
Kronk gewann in seiner Karriere acht Doppeltitel und stand im Doppel 1976 bei den US Open sowie 1978 und 1979 bei den Australian Open im Finale, jedes Mal als Partner seines Landsmanns Cliff Letcher.

## Erfolge
Turniersiege im Doppel:
- 1980 San Juan
- 1980 Palm Harbor
- 1981 Sao Paulo
- 1981 Vina del Mar
- 1981 Mar del Plata
- 1981 Kitzbühel
- 1981 München
- 1981 Tampa Bay
- 1981 Gstaad
- 1981 Melbourne Indoor